# Thomas Fincke
Thomas Fincke (n. 6 ianuarie 1561 la Flensburg - d. 24 aprilie 1656 la Copenhaga) a fost un matematician și fizician danez.
A fost profesor la Universitatea din Copenhaga pentru mai mult de 60 de ani (începând cu 1591).
A studiat la Strasbourg timp de cinci ani, apoi a parcurs cursuri la universități de la: Jena, Wittenberg, Heidelberg și Leipzig, specializându-se în diferite ramuri științifice.
A mai studiat patru ani și în Italia.
În 1587 obține doctoratul în medicină și este numit medicul ducelui de Holstein.
În 1583 a introdus noțiunea de tangentă, descoperind teorema tangentelor.
A propus și denumirea de secantă.
Datorită lui Fincke, denumirile funcțiilor trigonometrice au fost fixate, deși nu au ajuns să intre în uzul general.

## Scrieri

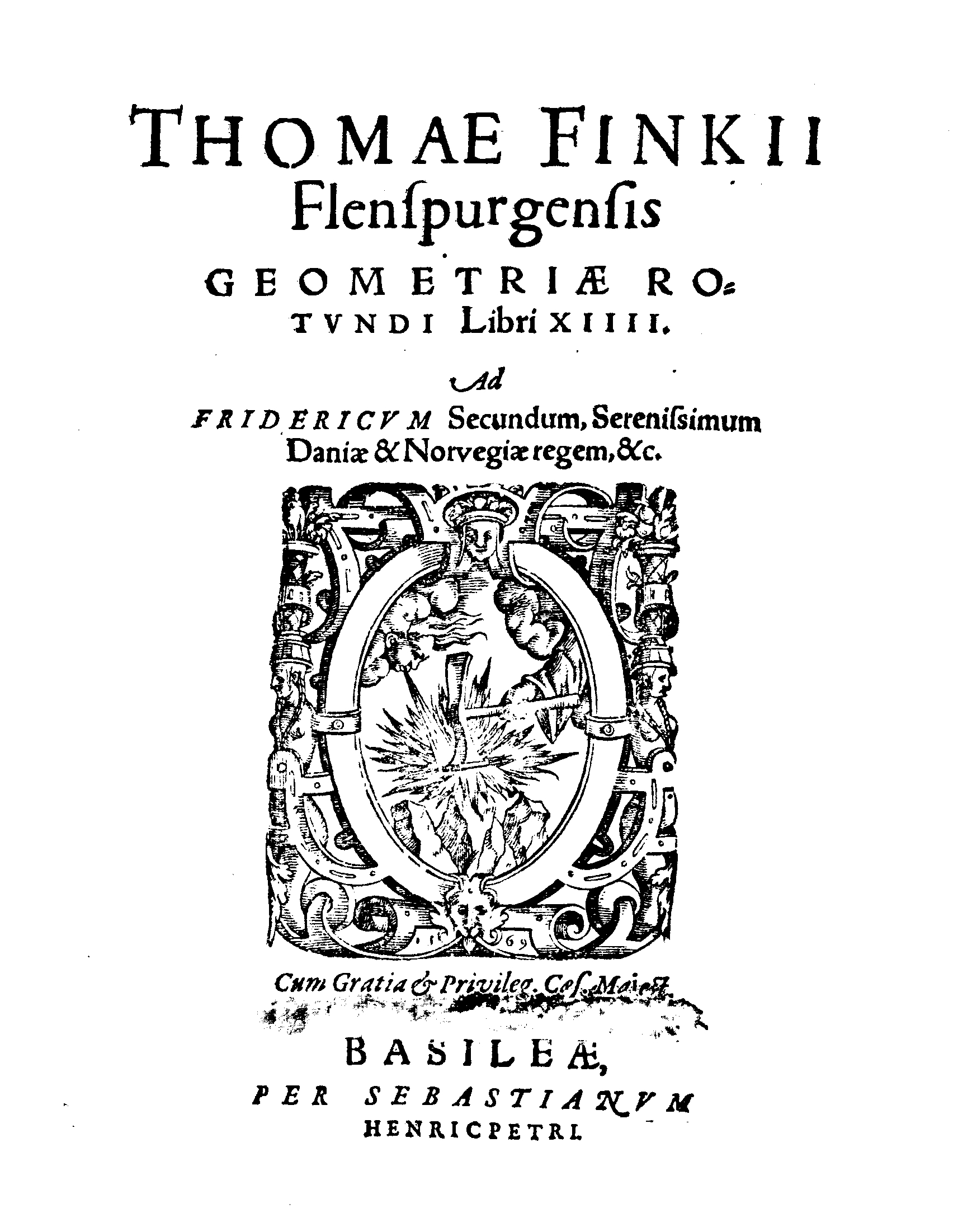
Geometriae rotundi libri XIIII, 1583

- 1583: Geometriae rotundi Libri XIV (Basel), după traducerea arabă de către Robert Englezul din secolul al XIII-lea;
- 1591: Theses de constructione Philosophiae mathematicae;
- 1604: Tabulae Multiplicationi et Divisionis, etiam, Danicae monetae accomodatae (Copenhaga).